# Close your last door
Close your last door (jap. 最後のドアを閉めろ!, Saigo no Doa o Shimero!, dt. „Schließ die letzte Tür!“) ist ein Manga der japanischen Zeichnerin Yugi Yamada aus dem Jahr 2001. Das Werk, das in das Genre Boys Love und Hentai einzuordnen ist, wurde als Original Video Animation adaptiert.

## Inhalt
Atsushi Nagai ist Trauzeuge bei der Heirat seines besten Freundes Toshihisa Saitō. Während der Feier betrinkt er sich, da er sich tatsächlich selbst heimlich in Toshihisa verliebt hat. Als ihn Kenzō Honda anspricht und meint, auch er habe es einmal mit dessen Braut versucht, rastet Atsushi aus und bricht daraufhin zusammen.
Er wacht im Hotelzimmer Kenzōs auf, erzählt ihm von seiner heimlichen Liebe, wird von diesem getröstet und verbringt die Nacht bei ihm. Am nächsten Morgen will er gehen, doch trifft er auf Toshihisa, den seine Braut bereits wieder für einen anderen verlassen hat. Atsushi kümmert sich nun um Toshihisa, entwickelt nun aber auch Gefühle für Kenzō.

## Veröffentlichung
Der Manga wurde von September 2001 bis 2004 durch den Verlag Biblos in Japan veröffentlicht. Das Werk erschien auch in zwei Tankōbon. Eine zweite Auflage folgte bei Libre.
Eine englische Fassung des Mangas erschien bei Digital Manga in Nordamerika. Im Oktober und Dezember 2009 erschienen bei Egmont Manga und Anime beide Bände auf Deutsch. Die Übersetzung stammt von Monika Klinger.

## Original Video Animation
2007 produzierte das Studio Phoenix Entertainment unter der Regie von Tama eine 30 Minuten lange Original Video Animation zum Manga. Das Charakterdesign stammt von Takepon und für den Ton war Tomohiro Yoshida verantwortlich. Die OVA wurde in Japan am 23. März 2007 von Digital Works veröffentlicht.
Synchronisation
| Rolle           | japanischer Sprecher (Seiyū) |
| --------------- | ---------------------------- |
| Atsushi Nagai   | Ken’ichi Suzumura            |
| Toshihisa Saitō | Kōichi Tōchika               |
| Kenzō Honda     | Toshiyuki Morikawa           |
| Ryōko           | Fujiko Takimoto              |

## Rezeption
Hannah Santiago schrieb in Manga. The Complete Guide, dass es der Geschichte gut getan hätte, sich mehr auf die Beziehung zwischen Nagai und Honda zu konzentrieren. Seito sei dagegen lästig, mehr noch die weiblichen Nebenfiguren, die keinen anderen Zweck hätten als die Protagonisten „versehentlich“ schwul erscheinen zu lassen. Die Zeichnungen seien etwas eigenartig, jedoch nicht abschreckend, sondern eher altmodisch wirkend.